# Arctornis gelasphora
Arctornis gelasphora är en fjärilsart som beskrevs av Collenette 1935. Arctornis gelasphora ingår i släktet Arctornis och familjen tofsspinnare. Inga underarter finns listade i Catalogue of Life.